# 佐世保玉屋

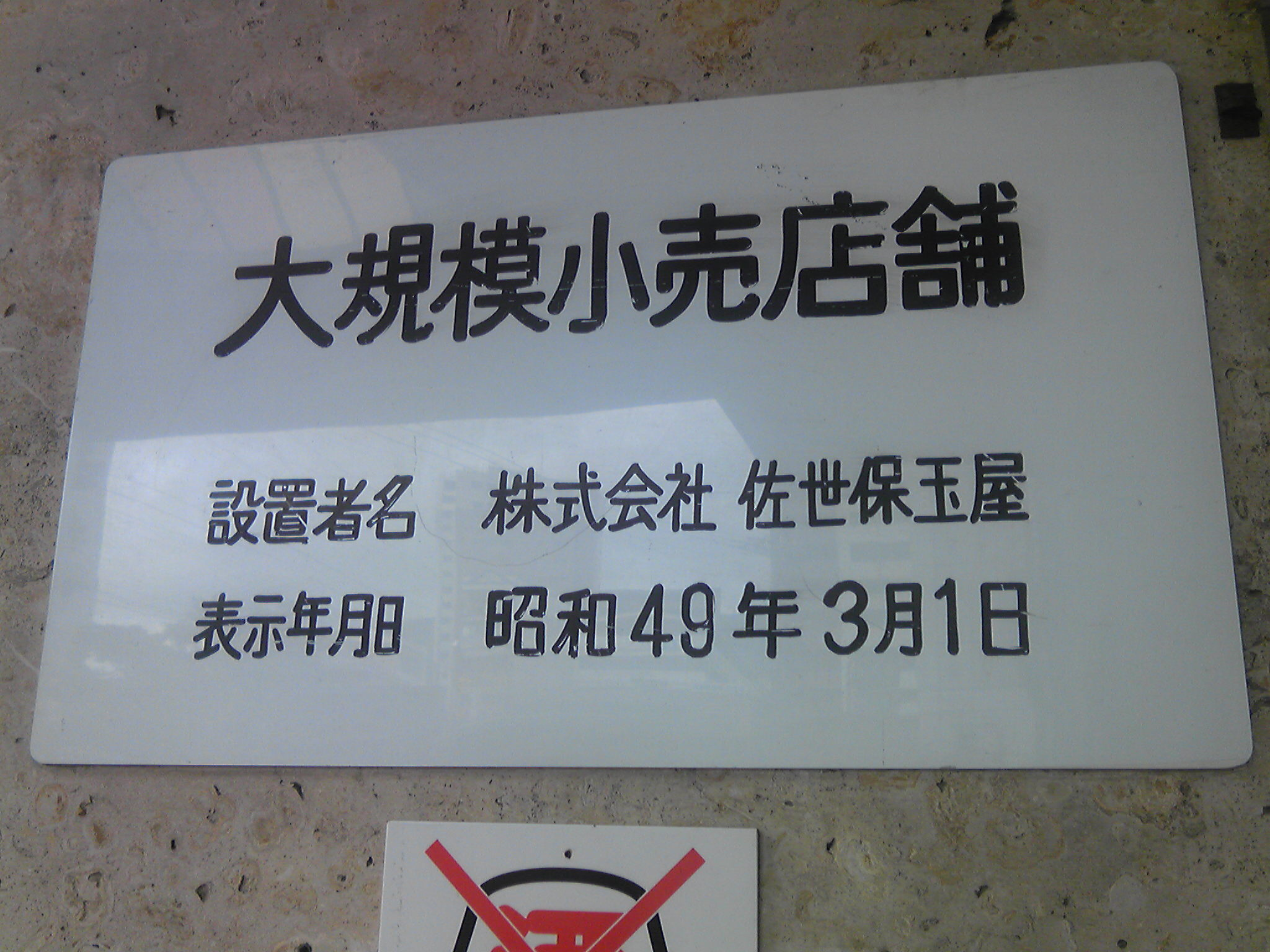
「大規模小売店舗」表示板

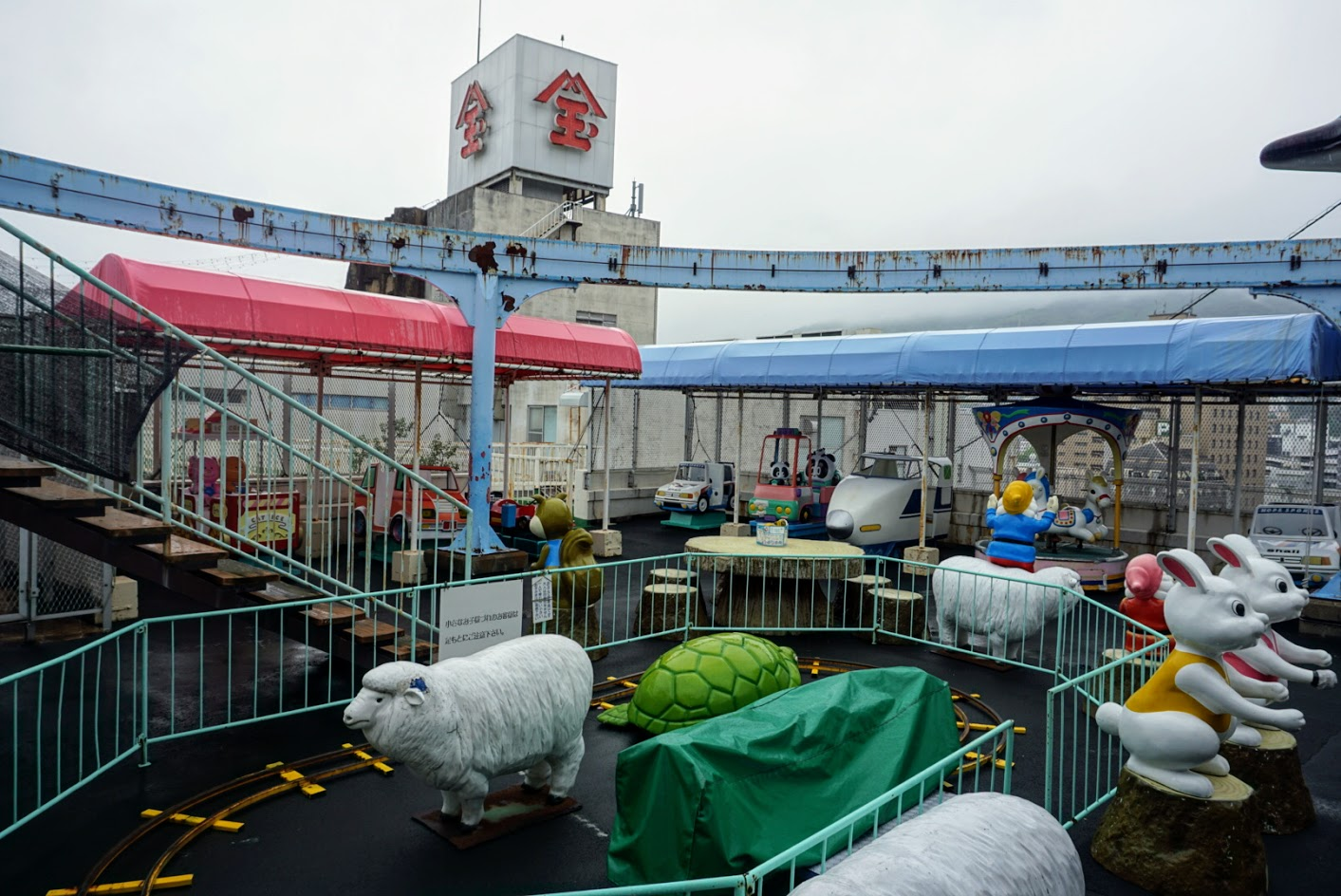
屋上遊園地

株式会社佐世保玉屋（させぼたまや、英称：Sasebo Tamaya Department Store Inc.）は、長崎県佐世保市に店舗を置く百貨店。佐賀市の佐賀玉屋は、ルーツを同じくする玉屋グループの兄弟会社である。
九州における髙島屋ハイランドグループの重要拠点である。
かつては長崎市に長崎玉屋を営業していたが、店舗老朽化と地域全体の再開発計画のため、2014年（平成26年）2月で閉店させ、仮店舗による営業に移行した。
また子会社の株式会社伊万里玉屋（いまりたまや）が佐賀県伊万里市で百貨店を営業していたが、2016年（平成28年）1月31日をもって閉店。
1981年（昭和56年）以前に建てられた病院やデパートなど不特定多数が利用する施設のうち、"一定の基準を超えるもの"については法律で耐震診断結果の報告が義務付けられており、それをもとに佐世保市は耐震診断の実施を命令していた。しかしそれを無視し営業を続けていたため、佐世保市が「2023年（令和5年）5月31日までに工事に着手しない場合は、耐震診断結果を報告せよ」との3度目の命令を出した。
2024年（令和6年）3月には同年7月末をもって閉店し、2028年（令和10年）に新施設に移行することが一部のメディアで報道されていたが、同年5月に佐世保玉屋が「ご案内」と題した店内掲示を行い、報道されていた閉店の事実を否定。規模を縮小しながら営業を継続する方針を明らかにしており、同年9月にはワンフロアへ縮小。さらに、同年9月30日を以ってジョイフルサンも閉店となり、自主店舗などが残るのみとなっている。

## 沿革
- 1806年（文化3年） 田中丸善吉が、肥前国小城郡牛津村（現・佐賀県小城市牛津町牛津）西町に荒物店「田中丸商店」として創業[1]。
- 1894年（明治27年） 日清戦争を機として佐世保市松浦町に進出。
- 1911年（明治44年） 田中丸合名会社（資本金20万円）設立。
- 1918年（大正7年）10月30日 「株式会社田中丸呉服店」に改組し、百貨店を開業[1]。
- 1920年（大正9年） 佐世保市栄町に鉄筋4階建てで開業。その後田中丸一族が分かれて、福岡市や佐賀市、小倉市（現・北九州市小倉北区）にも会社を作り進出。
- 1925年（大正14年） 佐世保で初めてのラジオが、食堂に設置される。
- 1928年（昭和3年） 座売販売から土間式販売へ移行。
- 1929年（昭和4年） マネキンガールを大阪から招く。
- 1931年（昭和6年） 商号を玉屋へ改称。同年、1～5階までのエレベーターを新設。
- 1935年（昭和10年） 女性店員制服洋装制定。モガ（モダンガール）で話題を集める。
- 1939年（昭和14年） 国防献金として軍用機3機（玉屋報国号）を献納。
- 1941年（昭和16年） 株式会社佐世保玉屋へ改称[1]。
- 1942年（昭和17年） 福岡玉屋が香港店開業[9]。
- 1943年（昭和18年） 戦時体制のため、販売業務を縮小、一部が海軍および海軍工廠関係の使用する所となる。
- 1948年（昭和23年） 大水害、1階が浸水。
- 1950年（昭和25年） レストラン・タマヤ開店（佐世保駐留の国連軍対象のレストランとしてオープン）。
- 1959年（昭和34年）6月2日 西彼杵郡外海町にスーパーマーケット形式の「長崎マルタマストアー池島店」を開業[10]。
- 1963年（昭和38年）11月11日 長崎市にスーパーマーケット形式の「長崎マルタマストアー新地店」を開業[10]。
- 1965年（昭和40年）3月12日 長崎市にスーパーマーケット形式の「長崎マルタマストアー住吉店」を開業[10]。
- 1966年（昭和41年） 伊万里市に子会社を作り、「伊万里玉屋」を開業[1]。
- 1969年（昭和44年）5月23日 長崎市新大工町に「長崎玉屋」を開業[11]。
- 1973年（昭和48年） 佐世保市高天町に「玉屋家具サロン」を開業[1]（1991年、LIVING MUSEUM LIM（リビングミュージアム・リム）へ改称）。
- 1978年（昭和53年） 長崎市のベッドタウンとして発展する諫早市西諫早ニュータウンに「諫早玉屋」を開業[1]（2006年閉店）。
- 1980年（昭和55年）
  - 3月 「佐世保玉屋」の食品売り場を改装[12]。
  - 9月 「佐世保玉屋」の婦人雑貨売り場を改装[12]。
- 1987年（昭和62年） 百貨店開業70周年記念として、佐世保市へ1,000万円寄贈（市は玉屋文化体育振興基金設立）。
- 2006年（平成18年） 玉屋創業200周年を迎える。
- 2009年（平成21年） 田中丸弘子が社長に就任。
- 2014年（平成26年）2月 「長崎玉屋」が閉店[3]。
- 2016年（平成28年）1月31日 「伊万里玉屋」が閉店[4]。
- 2020年（令和2年）10月1日  売場を1階から3階に縮小。
- 2022年（令和4年）11月19日「長崎玉屋」が新大工町ファンスクエア内に復活[13]。
- 2025年（令和7年）1月31日 「長崎玉屋」が再閉店（跡地にはダイレックスが出店）[14]。

## 店舗

### 佐世保玉屋
所在地：長崎県佐世保市栄町2番1号
フロアガイドなどは佐世保玉屋フロアガイドを参照。
2024年1月現在地上1階から2階までを営業フロアとしている。
食品は1階で販売しており、また屋上遊園地がある（2022年（令和4年）現在閉鎖中）。
1階にある「ラビアンローズ」で販売されているサンドイッチは度々メディアでも紹介されるほどの人気商品で佐世保市民からも支持されている。
また同じ玉屋グループであった福岡玉屋が撤退した福岡市においては、「タマヤサンドの店 ラビアンローズ」が同市中央区浄水通に出店しており、サンドイッチやケーキを販売している。

### 閉店した店舗
過去には長崎玉屋のほか、大村市にギフトサロンを運営していた。

#### 長崎玉屋（佐世保玉屋・長崎支店）
| RF | 屋上 展望施設・ペットコーナー・祐徳稲荷分社・社旗掲揚台 |
| 7F | 茶室のフロア 玉屋茶室「玉昇庵」・店舗事務所 |
| 6F | 催事のフロア 玉屋ファミリーレストラン、喫茶ローゼ、催事場、玉屋ホール |
| 5F | 閉鎖 |
| 4F | フィットネスクラブ カーブス（フィットネスクラブ） |
| 3F | 婦人服・紳士服・呉服・寝装具・リビングのフロア 婦人服（フォーマル、レリアンなど）、呉服、紳士服、眼鏡、補聴器、時計、宝石、タオル、寝装具、健康・介護用品、リフォームコーナー、お客様サロン |
| 2F | 婦人服と婦人雑貨銘店・家庭用品のフロア 化粧品、靴、バッグ、婦人雑貨、生活雑貨、ダイニング、食器、陶磁器、婦人服（カジュアル）、HAVE A NICE TRIP                                             |
| 1F | 食品のフロア 総合案内所、食品、酒、銘店、生活雑貨、コダマ健康食品、新大工市場商店街（食品専門店32店舗）                                                                                     |

1階は新大工市場と一体になっていた。そのためか1階に関しては、百貨店というよりスーパーマーケットの雰囲気に近かった。
佐世保玉屋はホームページが存在するが、長崎玉屋に関してはイベント情報のみで、サービス案内やフロアガイドは紹介されていなかった。
正式名称は、「佐世保玉屋 長崎支店」だが、「長崎玉屋」の呼称が多く用いられた。

#### 長崎マルタマストアー

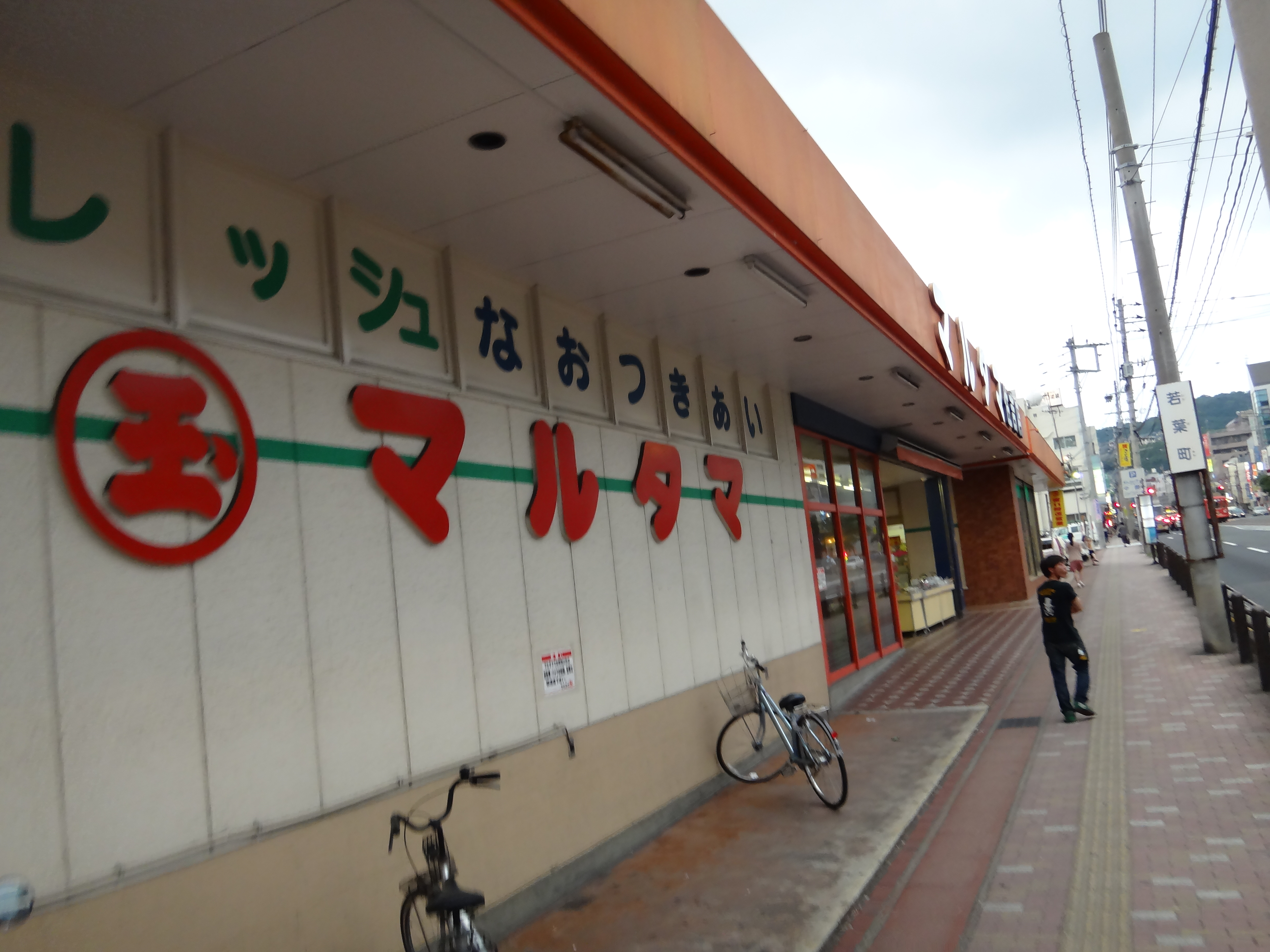
マルタマ住吉店

（株）玉屋ストアの経営するスーパーマーケット。
- 長崎マルタマストアー池島店（西彼杵郡外海町上浦池島郷字ヒシヤ川原1597[10]、1959年（昭和34年）6月2日開店[10] - ?閉店）

売場面積1,035m2。
- 長崎マルタマストアー新地店（長崎市新地町9-1[10]、1963年（昭和38年）11月11日開店[10] - ?閉店）

売場面積1,785m2。
- 長崎マルタマストアー長崎バス店（長崎市新地町3-17[18]、1966年（昭和41年）10月28日開店[19] - ?閉店）

売場面積1,277m2。
- 長崎マルタマストアー住吉店（長崎市若葉町4-28[18][20]、1965年（昭和40年）3月12日開店[10] - 2019年（令和元年）8月31日閉店[21]）

売場面積964m2。
かつては福岡県内において福岡玉屋の子会社運営による「マルタマ」も存在したが、寿屋の設立した「寿屋マルタマ」に1976年（昭和51年）11月に経営譲渡されている。
長崎玉屋閉店後は1階売り場を仮店舗として利用した新大工店が2015年1月から2016年8月まで営業していた。

## 関連事業
玉屋グループの旗艦店が消滅した福岡県内の穴を埋める事業は佐賀玉屋とも“連携”して行っているが、佐世保玉屋ではアミュプラザ博多に乳幼児・子供用の服を扱った「Little House」のテナントを開設している。
「オレンジライフ」の経営再建に際し阪急キッチンエールと提携、「玉屋キッチンエール」の名で長崎・佐世保における事業をフランチャイジーとして展開する。